# Ghiacciaio Chernomen
Il ghiacciaio Chernomen è un ghiacciaio lungo 5,6 km e largo 2,2, situato sulla costa di Graham, nella parte occidentale della Terra di Graham, in Antartide. In particolare, il ghiacciaio si trova a sud-sudovest del ghiacciaio Butamya e a ovest-sudovest del ghiacciaio Talev; da qui, fluisce in direzione nord-ovest fino a entrare nella baia di Leroux, a sud-est di punta Eijkman.

## Storia
Il ghiacciaio Chernomen è stato così battezzato dalla Commissione bulgara per i toponimi antartici in onore di Chernomen, un villaggio della Bulgaria meridionale medievale situato nei pressi dell'odierno villaggio greco di Ormenio, il centro abitato più settentrionale di tutta la Grecia.